# Angelica Cioccari-Solichon
Angelica Cioccari-Solichon (* 9. Februar 1827 in Mailand; † 14. März 1912 in Lugano) war eine Schweizer Sekundarlehrerin, Journalistin und Vizedirektorin des Manzoni-Instituts in Maroggia.

## Biografie
Angelica Cioccari-Solichon war Tochter des François Solichon, Kaufmanns aus Lyon. Sie heiratete Carlo Cioccari. Als Absolventin des kantonalen Methodikkurses unterrichtete sie zunächst an Primarschulen und dann an Mädchengymnasien (u. a. im Bedigliora). Sie gehörte der Società degli Amici dell’Educazione del Popolo an und veröffentlichte 1855 L’amica di casa, ein erfolgreiches Handbuch der Hauswirtschaft, das bis 1919 in mehreren Auflagen im Kanton Tessin und in Mailand erschien. Nachdem sie 1860 von der Leitung des Fraueninstituts in Ascona entlassen worden war, eröffnete sie mit geringem Erfolg ein Fraueninstitut in Mendrisio.
Im folgenden Jahr bat Luigi Pioda vergeblich, ihr Projekt des Industriehauses im Tessiner Grossrat zu unterstützen. Sie verliess den Kanton Tessin zusammen mit ihrem Mann vielleicht 1864 und unterrichtete fast zwei Jahrzehnte lang in Palermo und Neapel. Im Jahr 1882 kehrte sie ins Tessin zurück und wurde Vizedirektorin des Istituto Manzoni in Maroggia.

## Schriften (Auswahl)
- L’amica di casa: giornale domestico dedicato alla coltura ed all’industria femminile. Tipografia di Francesco Rusca, Locarno ab 1861.
- Vade-mecum anticolerico, ossia consigli pratici sulle precauzioni preventive e durante l’epidemia colerica. Tipografia Traversa e Degiorgi, Lugano 1884.
- La pollicoltura e la sua importanza nella pubblica economia: breve guida per l’allevamento e la coltura razionale del pollame nella Svizzera. (Hrsg.) mit Ferdinando Wirth, Tipografia Francesco Veladini e Co., Lugano 1896.
- Nozioni pratiche di fisica, chimica, elettricità ed igiene. Stabilimento Tipografico Litografico di C. Salvioni, Bellinzona 1912.